# Jolka (krzyżówka)
Jolka – rodzaj krzyżówki, w której określenia do haseł wypisane są bez podania miejsca wpisywania. Określenia wypisane są najczęściej w kolejności losowej, rzadziej w alfabetycznej kolejności odgadywanych wyrazów.
Autorką pierwszej krzyżówki, w której określenia podawane są w przypadkowej kolejności, była Maria Zagórska z redakcji „Rozrywki”, tworząca pod pseudonimem Jolka (stąd nazwa zadania szaradziarskiego). Pomysł narodził się w 1977 roku.

## Przykład i sposób rozwiązywania

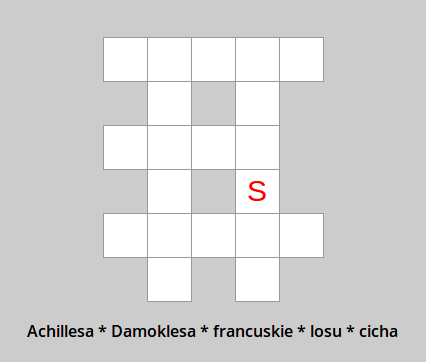
Zadanie
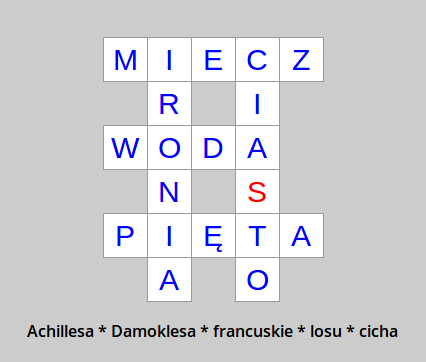
Rozwiązanie.

Rozwiązaniem dla określenia „Achillesa” jest PIĘTA, dla „Damoklesa” – MIECZ, francuskie to CIASTO, „losu” – IRONIA, zaś „cicha” – WODA. Kluczem do odpowiedniego ułożenia odgadywanych haseł w diagramie może być ujawniona litera S, dzięki której pozostaje tylko jedna możliwość wpisania słów sześcioliterowych IRONIA i CIASTO. Innym sposobem mogłoby być rozpoczęcie od WODA, jest to bowiem jedyne słowo czteroliterowe.